# Морозник красноватый
Моро́зник краснова́тый, или Морозник красне́ющий (лат. Helléborus purpuráscens) — вид двудольных цветковых растений, включённый в род Морозник (Helleborus) семейства Лютиковые (Ranunculaceae).

## Ботаническое описание
Морозник красноватый — многолетнее травянистое растение с коротким горизонтальным корневищем.
Прикорневые листья с длинными черешками, кожистые, в количестве двух, не перезимовывающие, разделённые на пять-семь продолговатых (10—15 см) листочков, каждый из которых, в свою очередь, 2—5-лопастный примерно до середины, по осевой жилке с нижней стороны, а иногда и по всей нижней поверхности опушённые. Цветоносный стебель до 35 см в высоту, листья на цветоносе значительно короче, чем розеточные.
Цветки на стебле правильные, одиночные или по два—три. Околоцветник цветка 4—7 см в диаметре, разделён на пять крупных долей фиолетово-сиреневого или красновато-зеленоватого цвета. Лепестки многочисленные, мелкие, зеленовато-жёлтые, в виде трубчатых нектарников. Столбики пурпурные.
Многолистовка из кожистых сросшихся в основании листовок, в каждой из которых содержится по нескольку семян. Семена цилиндрические, бороздчатые, блестящие, чёрно-коричневые, 4—5×1,8—2,2 см. Цветёт в феврале — марте.
Число хромосом 2n = 32.

## Распространение и среда обитания
Морозник красноватый родом из Восточной Европы, произрастает в буковых, грабовых, дубовых, чаще разреженных лесах и в зарослях кустарников, разрастающихся после вырубки леса, в западной части Украины (на Карпатах и в Закарпатье). Поднимается в горы до верхней границы леса.
При выращивании в садах часто дичает, легко распространяясь.
Выдерживает значительное затенение, но предпочитает хорошо освещенные склоны. К почвам нетребователен. Иногда господствует в травяном покрове.

## Хозяйственное значение и применение
Часто выращивается в качестве декоративного растения по всей Европе. Ценится за раннее весеннее цветение. Выведено несколько декоративных гибридных сортов.
Корни морозника используются в медицине и ветеринарии. В корневищах и корнях содержатся гликозиды, в том числе 0,1% корельборина, действующего на сердце подобно строфантину. Препарат «Корельборин» применяли при хронической недостаточности сердца, сердечной декомпенсации второй и третьей степени.

## Таксономия
|  |                                      |  |                                                         |                                                         |                     |  | ещё 6 семейств, в том числе Луносемянниковые и Маковые (согласно Системе APG III) | ещё 6 семейств, в том числе Луносемянниковые и Маковые (согласно Системе APG III) |                          |  |  |  | ещё около 15 видов |
|  |                                      |  |                                                         |                                                         |                     |  | ещё 6 семейств, в том числе Луносемянниковые и Маковые (согласно Системе APG III) | ещё 6 семейств, в том числе Луносемянниковые и Маковые (согласно Системе APG III) |                          |  |  |  | ещё около 15 видов |
|  |                                      |  |                                                         | порядок Лютикоцветные                                   |                     |  |                                                                                   |                                                                                   | род Морозник             |  |  |  |                    |
|  |                                      |  |                                                         | порядок Лютикоцветные                                   |                     |  |                                                                                   |                                                                                   | род Морозник             |  |  |  |                    |
|  | отдел Цветковые, или Покрытосеменные |  |                                                         |                                                         | семейство Лютиковые |  |                                                                                   |                                                                                   | вид Морозник красноватый |  |  |  |                    |
|  | отдел Цветковые, или Покрытосеменные |  |                                                         |                                                         | семейство Лютиковые |  |                                                                                   |                                                                                   |                          |  |  |  |                    |
|  |                                      |  | ещё 58 порядков цветковых растений (по Системе APG III) | ещё 58 порядков цветковых растений (по Системе APG III) |                     |  |                                                                                   | ещё около 60 родов                                                                | ещё около 60 родов       |  |  |  |                    |
|  |                                      |  |                                                         | ещё 58 порядков цветковых растений (по Системе APG III) |                     |  |                                                                                   |                                                                                   | ещё около 60 родов       |  |  |  |                    |

### Синонимы
- Helleborus baumgartenii (Kováts) Kováts ex Schiffn., 1889
- Helleborus bocconei Schur, 1866, nom. illeg.
- Helleborus hunfalvyanus var. purpurascens (Waldst. & Kit.) Kanitz, 1866
- Helleborus purpurascens var. baumgartenii Kováts, 1846
- Helleborus purpurascens var. subflagellatus Schur, 1876
- Helleborus viridis var. purpurascens (Waldst. & Kit.) Kitt., 1844